# Lista de regiões portuguesas ordenadas pela população ativa
Esta é uma lista demostrando a população ativa de cada uma das sete regiões portuguesas, ordenadas pela região e ano, mostrando os valores de cada ano desde 2011. Os dados baseiam-se nas estatísticas oficiais do Instituto Nacional de Estatística.
| Posição | Posição          | Região                       | População ativa (2022) | Participação (população ativa total) | Variação (%, desde 2021) | Variação (números, desde 2021) |
| Em 2022 | Comparada a 2021 | Região                       | População ativa (2022) | Participação (população ativa total) | Variação (%, desde 2021) | Variação (números, desde 2021) |
| ------- | ---------------- | ---------------------------- | ---------------------- | ------------------------------------ | ------------------------ | ------------------------------ |
| 1       | (0)              | Região do Norte              | 1 833,6 mil            | 35,0 %                               | 0,23 %                   | 4,3 mil                        |
| 2       | (0)              | Área Metropolitana de Lisboa | 1 440,2 mil            | 27,5 %                               | 1,58 %                   | 22,4 mil                       |
| 3       | (0)              | Região do Centro             | 1 149,3 mil            | 21,9 %                               | 1,25 %                   | 14,2 mil                       |
| 4       | (0)              | Região do Alentejo           | 344,1 mil              | 6,6 %                                | 0,17 %                   | 6 mil                          |
| 5       | (0)              | Região do Algarve            | 222,5 mil              | 4,2 %                                | 1,07 %                   | 2,4 mil                        |
| 6       | (0)              | Região da Madeira            | 132,4 mil              | 2,5 %                                | 2,80 %                   | 3,6 mil                        |
| 7       | (0)              | Região dos Açores            | 123,4 mil              | 2,3 %                                | 2,58 %                   | 3,1 mil                        |
|         |                  | Portugal                     | 5 245,6 mil            | 100 %                                | 0,69 %                   | 36 mil                         |

1. ↑  «Portal do INE». www.ine.pt. Consultado em 21 de abril de 2023